# Сосновка (Сосновское сельское поселение)
Сосновка — село в Берёзовском районе Пермского края. Административный центр Сосновского сельского поселения.

## История
Населённый пункт известен как деревня с 1782 года. Основан выходцами из деревни Сосновка (ныне Малая Сосновка). Селом стал в 1838 году после постройки Христорождественской церкви. В декабре 1919 года здесь возникла трудовая артель деревообработчиков. С осени 1930 года существовал колхоз «Рассвет», который в январе 1959 года был укрупнен.

## Географическое положение
Село расположено на реке Сосновка (ныне она высохла), притоке реки Бартым, к северо-востоку от райцентра, села Берёзовка.

## Население
| 2010 |
| ---- |
| 215  |

## Улицы
- Зеленая ул.
- Мира ул.
- Полевая ул.
- Центральная ул.

## Топографические карты
- Лист карты O-40-92 Кордон. Масштаб: 1 : 100 000. Состояние местности на 1980 год. Издание 1986 г.